# Seleka
Seleka är en rebellallians i Centralafrikanska republiken, bestående av UFDR och flera mindre rebellgrupper.